# 迪安島

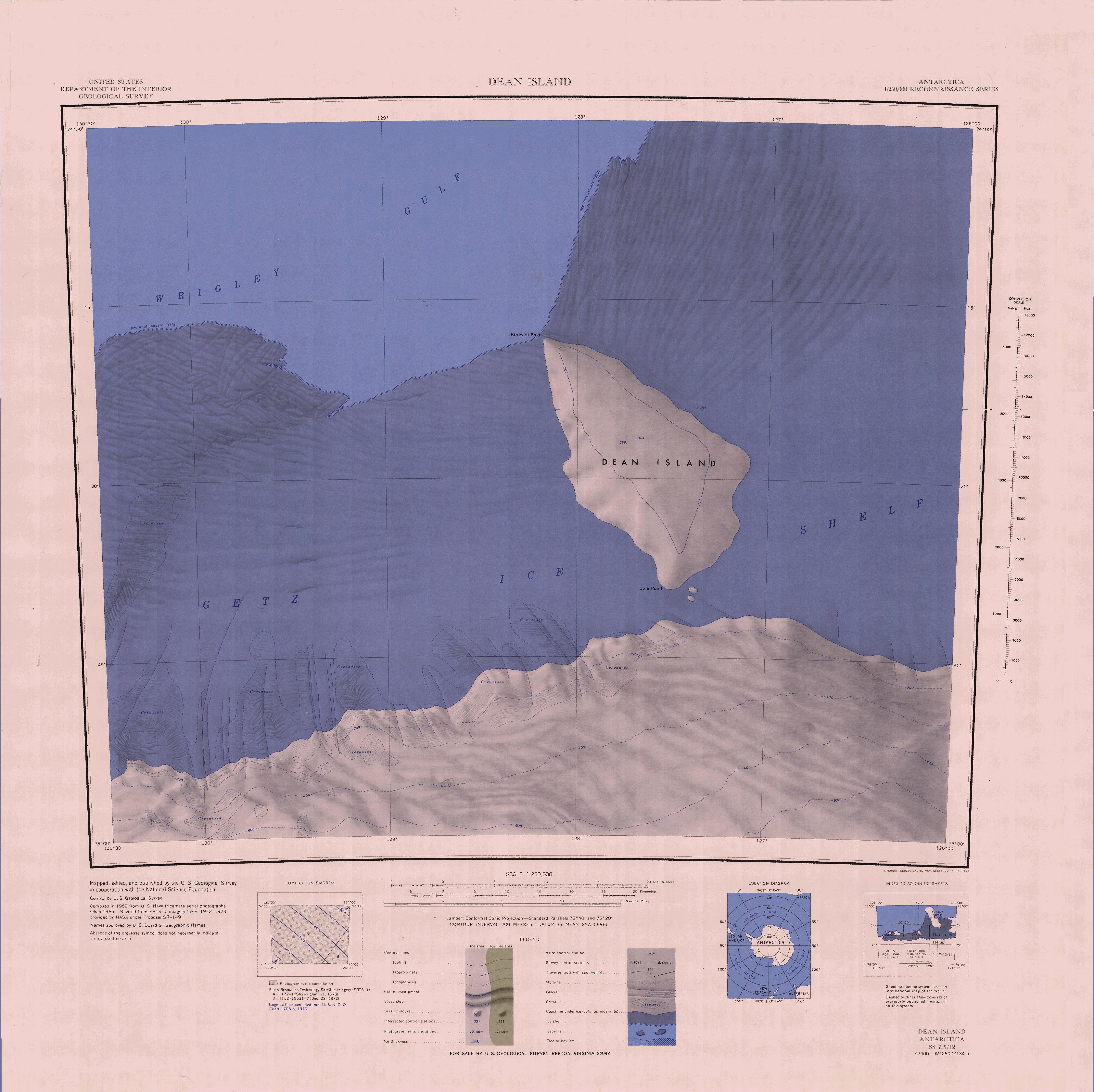

迪安島（英語：Dean Island）是南極洲的島嶼，位於蓋茨冰架，處於格蘭特島和錫普爾島之間，長37公里、寬19公里，該島嶼在1962年2月5日被美國探險隊發現，以美國海軍准尉命名。
74°30′S 127°35′W / 74.500°S 127.583°W